# Cecilia Arditto
Cecilia Arditto Delsoglio (Buenos Aires, 1966) es una compositora argentina de origen gallego, que vive en Ámsterdam desde 2002. Su música ha sido interpretada en Estados Unidos, América Latina, Asia y Europa.

## Biografía

### Carrera musical
Cecilia Arditto se formó musicalmente en el Conservatorio Julián Aguirre, en el Centro de Estudios Avanzados en Música Contemporánea (CEAMC), en la Universidad Nacional de Quilmes, así como en el Conservatorio de Ámsterdam. Ha estudiado composición con Gabriel Valverde y Mariano Etkin. Sus estudios de análisis los realizó con Gerardo Gandini, Francisco Kröpfl y Margarita Fernández.
Ha participado como compositora en el Festival MATA de Nueva York, en el que ha presentado las obras Casi cerca y el estreno mundial de La madre del río. Sus obras también se han presentado en el Foro Internacional de Música Contemporánea en México, en la Universidad de Búfalo, en el Seminario Internacional de Composición Boswil (Suiza), y en el Festival Internacional de Ópera YO!
Vieri la considera como una de las compositoras con mayor reconocimiento y actividad en Argentina en el siglo XX.
Algunas de sus obras se encuentran en el Centro Nacional de Documentación Musical Lauro Ayestarán, de Uruguay.
En 2021 fue seleccionada como compositora invitada en el Décimo Festival de Música de Charlotte, junto con Gabriela Ortiz, Phil Aaberg, Pamela Z, entre otros.

## Estilo de composición
Arditto se caracteriza por su particular forma de trabajar la escritura; ella señala que la “Notación es en este sentido un tipo de «arena» que permite que la música el ser pensada constantemente en formas diversas y flexibles.”
Arditto también es enfática con respecto a la relación dialéctica del tiempo y el material en sus composiciones: “Toda la música se hace dentro del tiempo, pero hay algunos tipos de música, como la mía, que enfatizan la relación dialéctica entre el tiempo y el material, que incluye el silencio.”

En Musique Concrète (2015) realiza una instalación sonora a través del movimiento de diversos objetos cotidianos, lo cual puede ser calificado como cageano, para dar realice a sus sonoridades y que el espacio sonoro que rodea al escucha sea música.
Tengo muchos elementos a simple vista cageianos en mi música: los objetos cotidianos (lavarropas, escobas, ventiladores, lámparas), la parafernalia low-tech y la inclusión de elementos extra-musicales en las obras. Pero mi manera de abordar estos elementos es de forma camarística, siempre a través de la escritura musical. 
Sin embargo, siente más cercanía con la música de Anton Webern y la Escuela de Viena, pues trabaja sobre todo en la partitura.

## Premios
- CCRR-CEAMC, 1996
- Buenos Aires No Duerme, 1998
- Concurso Radio Clásica, 2000
- Concurso de Composición BAC-Arditti String Quartet, 2000
- Beca Antorchas, 2002
- Premio fondo Nacional de las Artes, 2002
- Premio de composición Birmingham Contemporary Music Group (BCMG) en la categoría de conjunto instrumental con la obra El sueño más querido, 2018[12][13]
- Ganadora en el concurso de composición del Festival Mujeres en la Música Nueva con la pieza Música invisible, 2020.[14] Su pieza fue interpretada por la flautista colombiana Laura Cubides.[15]

## Obras
Catálogo de obras:

### Música de cámara
- 2018: The dearest dream. Anti concierto para percusión y ensamble de 10 instrumentos.
- 2018: Viaje de las frecuencias en el agua, para clarinete bajo, piano y contrabajo.
- 2016: I love you, para flauta, guitarra, cinta, slides y objetos.
- 2016: Life on Mars, para clarinete, acordeón y violonchelo.
- 2015: Musique concrète. Siete piezas para percusión cinta y linternas mágicas.
- 2014: Gestalt, para piano y percusión, dedicada al dúo Cuenco de plata.
- 2013: Out loud, para violín, violonchelo, piano y percusión.
- 2013: Esta tarde leo a Adorno (basada en un poema de Bárbara Belloc, para clarinete, viola y percusión + tocadiscos y ventilador
- 2011: La máquina del tiempo, para violín, trombón y piano.
- 2011: Las trampas del tiempo, para ensamble musical antiguo.
- 2010: La Magia, para arpa y percusión.
- 2010: Gespleten piano / Split piano, para piano, cinta, tres luces y espejo opcional.
- 2009: La arquitectura del aire, para órgano y dos percusiones.
- 2007/8: El libro de los gestos / The book of gestures, para violín, violonchelo, piano, percusión y luces de pie.
- 2007: Mapas del agua / Map of the water, para percusión.
- 2006: Around music, para flauta alto, trompeta, violonchelo, piano y percusión.
- 2005: La Magia / The Magic, para arpa y percusión.
- 2005: Palabras / Words, para soprano, viola, saxofón barítono y piano en dieciseisavos de tono.
- 2005: La cartografía y la magia, para soprano, barítono, oboe, arpa y percusión.
- 2003: La ciencia y la moda, para dos sopranos, mezzosoprano, contralto, oboe, trompeta y violonchelo.
- 2003: Música para diez instrumentos, para ensamble de cámara.
- 2003: Casi cerca, para soprano, violín, violonchelo, trompeta, piano y percusión.
- 2000: Introducción a la zoología fantástica I, para coro infantil.
- 2000: Circo Calder, para violín, viola y violonchelo.
- 2000: Las ciudades y los signos SATB + coro (versión coral del “Cuarteto”)
- 1998: Canciones, para flauta, soprano, trombón, barítono y percusión.
- 1997-2000: La madre del río, para cuatro percusionistas.
- 1996: Cuarteto para SATB.

### Instrumentos solistas
Violonchelo
- 2008: Música invisible para violonchelo

Flauta
- 2003: Música invisible para flauta y bailarina
- 2002: Música invisible: Libro primero para flauta

Clarinete
- 2011: “Snel”, “Terug”, “Tekening”, Spiegeltjes” “Pentagram”, piezas pequeñas
- 2004: Música invisible: Libro tercero - para dos clarinetes

Oboe / Corno inglés
- 2004: Música invisible: Libro segundo para oboe y corno inglés

Voz
- 2010 Dos para disco de vinilo pregrabado, dos pickups y voz.

Piano
- 2010: Gespleten piano / Split piano.

- 2008: Gespleten piano - etudes / split piano
- 2002: Música para piano

Percusión
- 2007: Mapas del agua / Map of the water
- 2005: Música invisible: Libro IV, para trompeta  y fliscorno

### Composiciones para linterna mágica
- 2015: Musique concrète, para percusión, cinta y linternas mágicas (opcional).
- 2011: “Snel”, “Terug”, “Tekening”, Spiegeltjes” “Pentagram”, piezas cortas.
- 2011: Comic book - episodio #1, 2 y 3, para clarinete y proyector de diapositivas.
- 2008: Drup, para tres trombones.
- 2004: Zand, para trombón, viola, contrabajo, flauta y una linterna mágica.
- 2004: Lijnen, para trombón, viola, contrabajo, flauta y cuatro linternas mágicas.

### Música incidental
- 1998: Animaladas.
- 1996: La movida jabonosa.
- 1990: Asesinatos en Taza de té.
- 1986: Había una vez otra vez.

### Animation
- 2010: Straal, pieza de un minuto para piano y animación (animación por Juan de Graaf)
- One more minute para Guy Livingston.[17]
- 1989: Tiempo de alar - Animación: Jorge Lumbreras.
- 1988: El otro viaje - Animación: Jorge Lumbreras.

### Otros
- 2011: Mapa, partitura conceptual basada en un paisaje.